# Coln St. Aldwyns
Coln St. Aldwyns is een civil parish in het bestuurlijke gebied Cotswold, in het Engelse graafschap Gloucestershire.